# Onorificenze del Comitato olimpico nazionale italiano
Le onorificenze del Comitato olimpico nazionale italiano sono riconoscimenti sportivi conferiti dal Comitato olimpico nazionale italiano (CONI) ad atleti, personalità varie e società che si siano distinti per le vittorie in campo nazionale e internazionale o che abbiano contribuito alla diffusione e al prestigio dello sport italiano in qualsiasi ambito; la più recente disciplina normativa di tali riconoscimenti è la deliberazione 1528 del 18 dicembre 2014, tramite la quale sono definite natura, ambito di concessione e faleristica.
Tali onorificenze sono, in ordine di rango (art. 1 della citata delibera):
- Collare d'oro al merito sportivo
- Stella al merito sportivo
- Medaglia al valore atletico
- Palma al merito tecnico

Il loro conferimento è sottoposto alla valutazione e all'approvazione della Commissione Benemerenze Sportive del CONI (articolo 3), che riceve le proposte dalle varie federazioni sportive, ne formula di proprie e le sottopone alla Giunta nazionale del CONI che delibera le onorificenze stesse.
La faleristica rappresentata in voce è quella più recente al dicembre 2014.

## Collare d'oro al merito sportivo
Istituito nel 1995, è un riconoscimento di limitata concessione (solo un massimo di cinque società all'anno, e atleti che si siano distinti per altissimi meriti sportivi, sia per vittorie che per servizio allo sport italiano.
Il Collare d'oro non ha classi.

### Faleristica

Classe unica

## Stella al merito sportivo
Istituita il 20 dicembre 1933 durante il regime fascista, fu originariamente intesa per premiare i presidenti di federazioni sportive distintesi in campo internazionale e non aveva classi; nella sua attuale applicazione ha tre classi, d'oro, d'argento e di bronzo, e fondamentalmente premia ancora le figure dirigenziali e le società che si siano distinte in campo internazionale.

### Faleristica

Stella d'oro
Stella d'argento
Stella di bronzo

## Medaglia al valore atletico
Come la precedente, fu anch'essa istituita durante il fascismo con la stessa delibera di cui ante, e prevedeva quattro classi: d'oro, d'argento di primo e secondo grado, e di bronzo.
A partire dalla classe superiore del riconoscimento, esso veniva originariamente conferito al capitano o all'allenatore (e, a scendere, ai componenti) di una squadra vincitrice di un trofeo internazionale o che realizzasse un'impresa sportiva non competitiva; ai vincitori di medaglia olimpica d'oro, d'argento, di bronzo o campione italiano in qualsiasi specialità.
Con la disciplina più recente sono insorte variazioni, per esempio la medaglia d'oro viene assegnata ai vincitori di argento olimpico, quella d'argento ai bronzi olimpici, mentre quelle di bronzo sono riservate ai piazzati olimpici o ai detentori di titolo o di record nazionale (campioni d'Italia di discipline individuali o a squadre, per esempio).

### Faleristica

Medaglia d'oro
Medaglia d'argento
Medaglia di bronzo

## Palma al merito tecnico
Istituita con deliberazione del C.N. del CONI del 30 maggio 1964, la Palma al merito tecnico è intesa per premiare gli addetti al settore tecnico che abbiano condotto le squadre, o gli atleti, da essi allenati, a risultati sportivi di assoluto rilievo internazionale; è suddivisa in tre classi di merito, Palma d'oro, d'argento e di bronzo, per poter concorrere alle quali sono richiesti, salvo eccezioni, rispettivamente 30, 20 e 12 anni di attività come tecnico.

### Faleristica

Palma d'oro
Palma d'argento
Palma di bronzo